# Lars Rooth

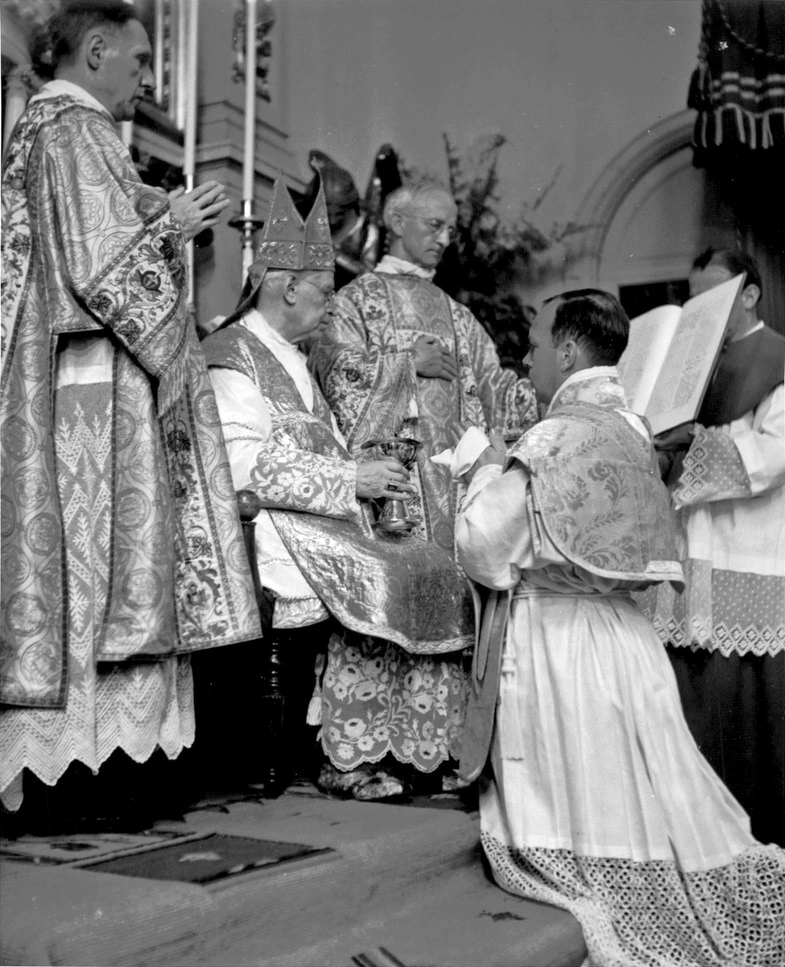
Lars Rooth var den förste jesuit som prästvigdes i Sverige. Här prästvigs han av biskop Johannes Müller i Eugeniakyrkan i augusti 1954.

Lars Rooth, född 9 september 1921 i Stockholm, död 21 juli 2012 i Uppsala, var en svensk romersk-katolsk präst, jesuitpater och radioman som under många år arbetade med den svenskspråkiga programverksamheten vid Vatikanradion.

## Biografi
Lars Rooth var son till riksbankschefen Ivar Rooth. Efter studentexamen reste han till New York, där han kom i kontakt med katolicismen. Under andra världskriget tjänstgjorde han i New York på Office of the Financial Counselor to the Swedish Legation (under Sveriges Riksbank). Uppgiften var att avslöja förbjudna bulvanaffärer, där Nazityskland försökte utnyttja svenska USA-tillgångar för sina syften. Åren 1943–1946 var han frivillig i den brittiska armén, där han arbetade i underrättelsestyrkan Intelligence Corps.
År 1946 inträdde Rooth i Jesuitorden. Han studerade filosofi och teologi i Tyskland och England och prästvigdes i Stockholm år 1954.
Därefter var han bland annat verksam som chefredaktör för Katolsk Kyrkotidning och ansvarig för den katolska församlingen i Uppsala. Han var även studentpräst.
Lars Rooth blev tidigt engagerad i programverksamheten vid Vatikanradions kortvågssändningar. Från 1960 arbetade han med svenskspråkiga program som producerades i en enkel studio i Uppsala. Från 1981 sammanställdes programmen från Rom. Han var chef för Vatikanradions skandinaviska avdelning till mitten av 1990-talet.
Lars Rooth gav år 1988 ut sina memoarer, Det hände på vägen till Rom. En svensk jesuits minnen. Han är begravd på Uppsala gamla kyrkogård.